# Bacillus
Bacillus je rod paličastih grampozitivnih bakterij, ki so po večini gibljive. Rod šteje 48 vrst.
Ime so bacili dobili po svoji obliki, saj bacillus latinsko pomeni paličica. Pogovorno pogosto mislimo z izrazom bacil napačno na različne mikroskopske povzročitelje bolezni, kot so bakterije, virusi, enoceličarji ...
Bakterije iz tega rodu so aerobne in v neugodnih razmerah tvorijo endospore (so sporogene). Nekatere vrste iz rodu Bacillus so patogene. So katalazno aktivne.
Z medicinskega vidika sta pomembni zlasti dve vrsti: B. anthracis, ki povzroča vranični prisad, in B. cereus, katerega toksini povzročajo črevesne okužbe, podobne okužbam s stafilokoki.
Bacili na gojišču običajno zrastejo v večjih kolonijah, ki so nepravilnih oblik. Pod mikroskopom vidimo paličaste bakterije, v nekaterih opazimo ovalno endosporo.